# 열린비평 TV를 말하다
《열린비평 TV를 말하다》는 TV조선에서 매주 토요일 밤 12시에 방송되는 TV 비평 옴부즈맨 프로그램이다.

## 기획 의도
- 시청자들의 다양한 의견을 수렴하고 전달하는 TV비평 옴부즈맨 프로그램이다.

## 같이 보기
- 탐나는 TV (MBC TV)
- 열린 TV 시청자 세상 (SBS TV)
- TV비평 시청자데스크 (KBS 1TV)
- 채널A 시청자 마당 (채널A)
- 열린TV 열린세상 (MBN)
- 시청자 의회 (JTBC)
- YTN 시민데스크 (YTN)
- 미디어 공감 좋은TV (OBS경인TV)
- 바로보는TV 옴부즈맨 (연합뉴스TV)
- 클릭 KNN 시청자 세상 (KNN)
- 열린TBC (TBC)
- 열린 TV 시청자세상 (kbc)
- G1 열린 TV 시청자 세상 (G1방송)